# Józef Gigiel
Józef Marian Gigiel (ur. 9 kwietnia 1957 w Ząbkowicach Śląskich) – polski inżynier budownictwa, specjalizujący się w budownictwie przemysłowym, konstrukcjach betonowych i konstrukcjach metalowych; nauczyciel akademicki związany z Politechniką Opolską.

## Życiorys
Urodził się w 1957 roku w Ząbkowicach Śląskich na Dolnym Śląsku. Po ukończeniu szkoły podstawowej uczęszczał to Technikum Budowlanego we Wrocławiu, które ukończył w 1972 roku, zdobywając tytuł technika. W połowie lat 70. XX wieku podjął studia na kierunku elektrotechnika i automatyka w Moskiewskim Instytucie Inżynieryjno-Budowlanym w Moskwie, uzyskując tam w 1982 roku tytuły magistra inżyniera. Po powrocie do Polski zamieszkał w Opolu, gdzie do 1984 roku ukończył dwa studia podyplomowe z zakresu Doskonalenia Dydaktyczno-Pedagogicznego w Wyższej Szkole Pedagogicznej im. Powstańców Śląskich i Podstaw Mechaniki Konstrukcji w Wyższej Szkole Inżynieryjnej. W międzyczasie znalazł zatrudnienie jako asystent w Laboratorium Badań Konstrukcji w Instytucie Inżynierii Lądowej Wyższej Szkoły Inżynieryjnej w Opolu. W latach 1985–1989 przebywał na stypendium naukowym Ministerstwa Nauki i Szkolnictwa Wyższego w Moskiewskim Instytucie Inżynieryjno-Budowlanym, którego owocem było uzyskanie stopnia naukowego doktora nauk technicznych w zakresie budownictwa. Po powrocie do Opola został adiunktem, a od 2005 roku starszym wykładowcą w Katedrze Konstrukcji Budowlanych i Inżynieryjnych WSI (od 1996 roku pod nazwą Politechniki Opolskiej).
Jest autorem lub współautorem blisko 43 publikacji naukowych, w tym 1 skryptu. Jest członkiem wielu towarzystw naukowych, w tym Sekcji Konstrukcji Betonowych KILiW PAN od 1993 roku, Polskiego Związku Inżynierów i Techników Budownictwa, Komisji Nauki. Od 2008 roku pełni funkcję prodziekana Wydziału Budownictwa Politechniki Opolskiej.